# Ярова Валентина Борисівна
Ярова Валентина Борисівна (нар. 15 липня 1963 року, м.Сокиряни. Чернівецька область) — українська художниця.

## Життєпис
Валентина Ярова народилася у м. Сокиряни Чернівецької області (Україна) у сім'ї робітника Бориса Васильовича і кулінара Любові Володимирівни Ярових. Закінчила місцеву середню школу та з червоним дипломом відділення вишивки Грицівського училища прикладного мистецтва на Хмельниччині. Практичні навички збагачувала на відомій фабриці «Гуцульщина» у м. Косові Івано-Франківської області, де вчилася у відомого художника, лауреата Державної премії України імені Т. Г. Шевченка Володимира Шевчука.
Працювала художником-оформлювачем Сокирянської центральної районної бібліотеки. У 1986 році Валентину Ярову запросили викладати у Сокирянській художній школі, де через сім років була призначена її директором.

## Творчі набутки
Заклад став справжнім центром мистецько-культурного життя з численними виставковими експозиціями педагогів та учнів, власним міні-музеєм народної творчості та етнографії, де зберігаються давній глиняний посуд, бессарабський одяг, стародавні знаряддя праці, зразки фауни і флори.
Вихованці школи стали учасниками багатьох мистецьких конкурсів та виставок. Гран-прі XXVII обласної виставки «Буковинський розмай» у 2008 році отримала учениця Ліза Волкова, Подяками були відзначені за свої роботи Олена Бірюкова, Інна Гончар, Ангеліна Кулій, Женя Яковина. Дипломами нагороджені: I-го ступеня — Катя Гайдей, II-го — Микола Маковійчук, Олена Ковальова. Тижневик «Чернівці» 9 січня 2009 р. опублікував роботи сокирянських художниць Єлизавети Волкової — паперопластика «Художник з мольбертом», Ірини Гончар — малюнок гуашю «Осінь-чарівниця», Ірини Гончар — гратографія «Грудень, Січень, Лютий» [автори Микола Шкрібляк, Василь Бабух (фото)].
Своїм талантом з дітьми щиро діляться також вчитель з рисунку та скульптури Тетяна Валерівна Гладка, викладачі живопису Світлана Василівна Гонца, Лариса Миколаївна Скаженюк.
За підсумками педагогічно-викладацької та творчої діяльності Сокирянська художня школа у 2008 році посіла перше місце серед шкіл сільських районів області і друге — після Чернівецької.

## Слово критика
«Є тип людей, які не матеріалізують життя. Тобто все, що стосується матеріального достатку, у них дещо зміщено на другий план, є лише тлом для духовного збагачення. Саме такою мені здається Валентина Борисівна Ярова — директор Сокирянської художньої школи, колишня її вихованка, а нині — майстер народної творчості». (Світлана Троїцька. «Дністрові зорі (газета)», 1996.

## Світлини життя

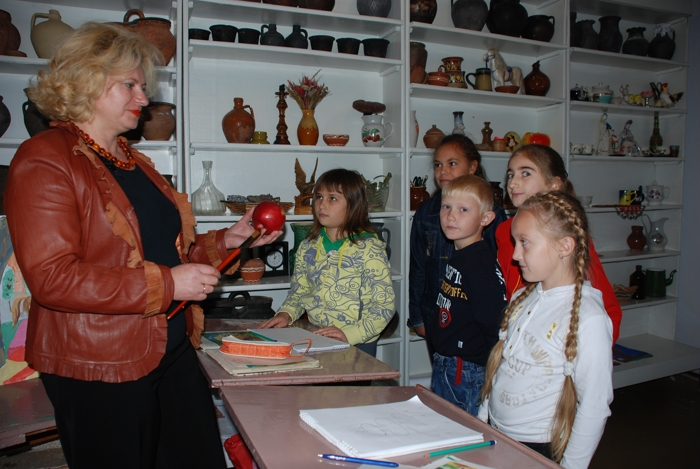
Ярова проводить урок
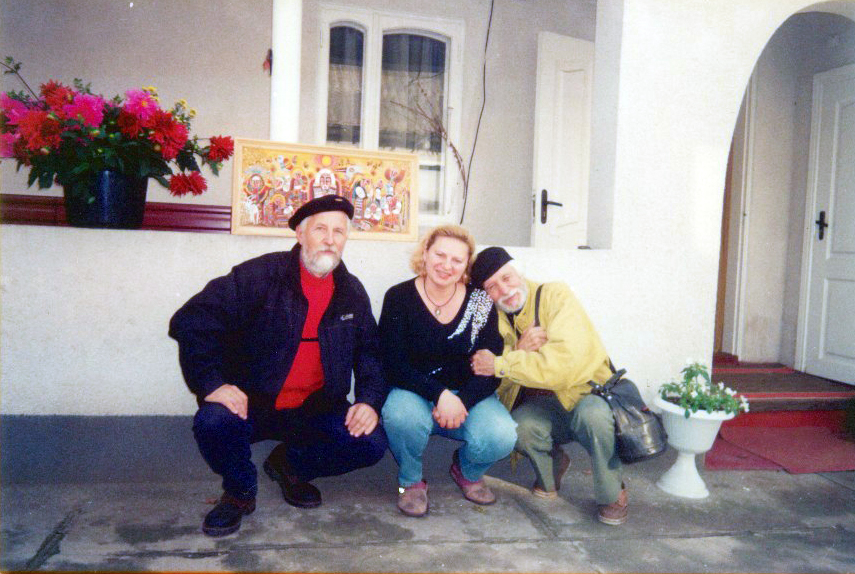
Семерня Олесь в гостях у художниці
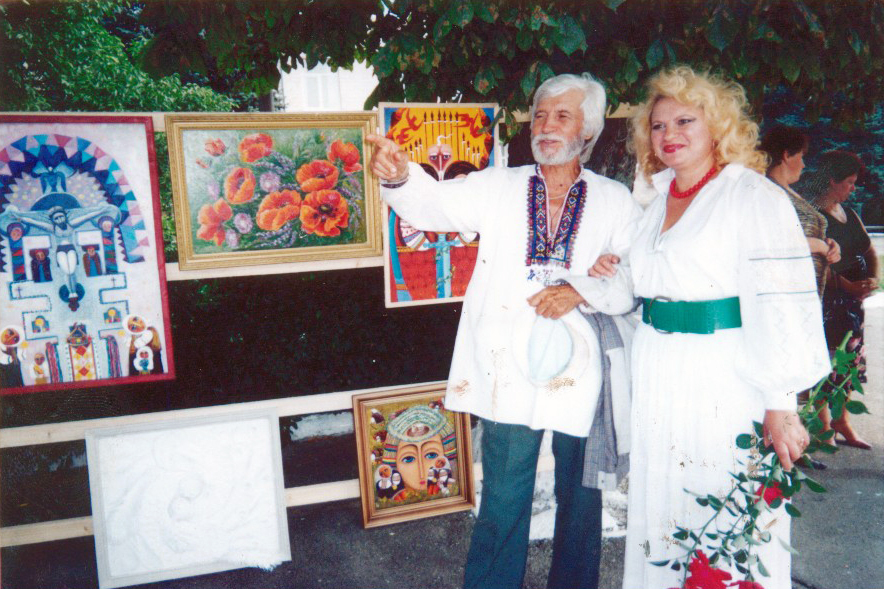
Виставка в Сокирянах
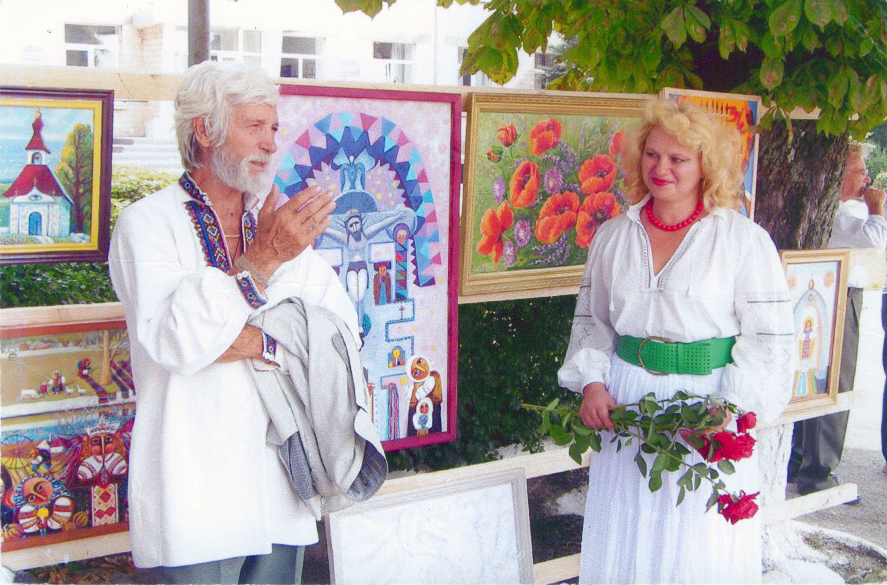
Виставка в Сокирянах